# テラビシアにかける橋
『テラビシアにかける橋』（テラビシアにかけるはし）はアメリカの児童文学作家、キャサリン・パターソンの児童文学。「テラビシア」という想像上の王国を作る、2人の孤独な子どもを描く。世界で24か国語に翻訳され、500万部以上を売り上げた。また、2度映画化された。アメリカでは、学校の授業でも扱われている。
「テラビシア」とは、『ナルニア国物語』シリーズに登場する島「テレビンシア」から命名された架空の国。

## 登場人物
- ジェス・アーロンズ - 物語の主人公。家族の中で孤独を感じ、絵を描いて過ごしている。
- レスリー・バーク - ジェスの隣に引っ越してきた男勝りの女の子。作家の両親の影響か、物語を作るのがうまい。
- メイベル・アーロンズ - ジェスの妹。ジェスを慕って追いかけまわす。
- ブレンダ、エリー - ジェスの2人の姉。ことあるごとにジェスをからかう。一番下のジョイスの世話をしている。
- ジャニス・エイブリー - 学校の上級生。下級生をいじめている。
- ゲリー・フルチャー - ジェスの同級生。ジェスとレスリーをからかう。
- エドマンズ先生 - 学校の音楽の先生。ジェスの憧れ。
- マイヤーズ先生 - 国語の先生。レスリーの作文を高く評価した。
- プリンス・テーリン - ジェスがレスリーにプレゼントした子犬。

## あらすじ
バージニア州南西部の田舎町に住むジェス・アーロンズは5人姉弟の真ん中で唯一の男の子。仕事に忙しい父親と、姉妹しか構わない母親。妹のメイベルはジェスを追いかけまわす。孤独を感じているジェスは空想の世界をひたすらスケッチブックに描いていた。
ある日隣の家に作家夫婦とその子供のレスリー・バークが引っ越してくる。学校での出来事からジェスとレスリーは親友となり、ロープで飛び越えられる小川の向こうの森に「テラビシア」という想像上の王国を作る。2人は放課後になると毎日のように小川を飛び越え、「テラビシア」の王と女王として楽しく過ごしていた。
しかし、ジェスが学校の音楽の先生に誘われてナショナル・ギャラリーに行っていた時に悲劇が起きる。ひとりでテラビシアに向かっていたレスリーが、ロープが切れたせいで増水していた小川に流されて死んでしまったのだ。
はじめはレスリーの死を受け入れられなかったジェスもやがてはそれを受け入れ、レスリーのために花輪を作ることにする。「テラビシア」で作業をしていると小川の方から声が聞こえる。ジェスが戻ってみると小川にかけられた丸太にメイベルがしがみついていた。ジェスはメイベルを助け家へ帰らせた。
レスリーの両親が引っ越すことになった。ジェスは廃材をもらいうけ、小川に橋をかけ始める。橋が完成するとメイベルを呼び、「テラビシア」の新しい女王として迎え入れた。

## きっかけ
キャサリン・パターソンはメリーランド州タコマパークに暮らしていた。物語のインスピレーションは息子デヴィッドの親友が浜辺で雷に打たれて死んだことから受けている。

## 論争
アメリカでは学校の授業でも扱われることもある作品だが、内容を問題視する声もあり、アメリカ図書館協会が集計・公表している100 most frequently challenged books: 1990–1999（1990年 - 1999年の間の撤去要求が最も多かった本）の第8位に挙げられている。理由としては、死を扱っていることのほか、世俗的ヒューマニズム的な表現、攻撃的な言葉遣い、テラビシアにおける「支配者」という語句などがあげられている。

## 賞歴
- スクール・ライブラリー・ジャーナル最優秀図書賞（1977）
- アメリカ図書館協会優秀児童書賞（1977）
- ニューベリー賞（1978）
- ルイス・キャロル・シェルフ賞（1978）
- 銀の鉛筆賞（1981、オランダ）
- ジュニア文学賞グランプリ（1986、フランス）

## 映画
この作品を原作とするテレビ映画が1985年にアメリカのPBSで制作・放映された。
また2007年にはウォルデン・メディア製作による劇場映画が公開された。製作・脚本には作者の息子デヴィッドが関わっている。